# 歡樂谷 (阿拉斯加州)
歡樂谷（英語：Happy Valley）是位於美國阿拉斯加州基奈半島自治市鎮的一個非建制地區和人口普查指定地區。根據2010年美國人口普查，該地人口為593人，而該地的面積約為229.60平方千米。

## 地理
歡樂谷的座標為59°56′54″N 151°43′07″W / 59.94833°N 151.71861°W，而該地的平均海拔高度為41米（即135英尺）。